# Hastings, Ontario
Hastings är en ort i Kanada.   Den ligger i provinsen Ontario, i den sydöstra delen av landet, 220 km sydväst om huvudstaden Ottawa. Hastings ligger 199 meter över havet och antalet invånare är 1 208. Den ligger vid sjön Rice Lake.
Terrängen runt Hastings är platt. Närmaste större samhälle är Trent Hills, 6,9 km öster om Hastings. 
Omgivningarna runt Hastings är en mosaik av jordbruksmark och naturlig växtlighet. Runt Hastings är det glesbefolkat, med 16 invånare per kvadratkilometer.